# Dipoena polita
Dipoena polita là một loài nhện trong họ Theridiidae.
Loài này thuộc chi Dipoena. Dipoena polita được Cândido Firmino de Mello-Leitão miêu tả năm 1947.